# Общества Осетии
Общества Осетии (осет. Ирыстоны æхсæнæдтæ) — догосударственные формы организации осетин, обладавшие самоуправлением. После переселения осетин на равнину, общества утратили какие-либо функции, заменившись субэтническим и общеэтническим самосознанием и организацией. Между осетинскими обществами существовали определённые культурные и диалектные различия, которые впоследствии практически полностью нивелировались.
Большая часть обществ Осетии были демократическими — управлялись народным собранием (осет. ныхас). В других правила аристократия.
Осетинские общества можно разделить на три группы по территориальному признаку: северные, центральные и южные.

## Описание осетинских обществ

### Общества северной Осетии
Алагирское общество (Уалладжыр) — занимало ущелье реки Ардон. Западными соседями алагирцев были дигорцы, южными — туальцы, восточными — куртатинцы. На северной равнине, примыкавшей к осетинским ущельям, жили кабардинцы.
Территория Алагирского общества была разделена между тремя коленами княжеских фамилий — Кусагонта, Царазонта и Сидамонта (см. Осетинская аристократия). По народному преданию, древние колена Алагирской гражданской общины происходят от прародителя осетин Ос-Багатара и называются по именам его сыновей.
Алагирское общество было демократическим, хотя в нем существовали особые «уважаемые» фамилии (осет. «уæздæттæ»), обладавшие некоторыми привилегиями.
Дигорское общество (Дигора, Дигория) — занимало ущелье реки Урух (Ираф). Восточными соседями дигорцев были алагирцы. На западе Дигория граничила с балкарскими обществами, на юге — с землями грузин-рачинцев, а на севере — с владениями кабардинцев. В Дигории высшим сословием являлись «колена» (состоявшие из нескольких княжеских фамилий) Баделиата, Царгасата, Кусагонта (см. Осетинская аристократия). В северо-западной части горной Дигории располагалось сохранявшее демократический строй общество Донифарс. Его привилегированными «коленами» считались Гагуата и менее «родовитые» Сатата.
После присоединения Осетии к России представители Баделиата, Царгасата, Гагуата, Сатата, Кусагонта (как и прочие осетинские «сильные» фамилии) неоднократно пытались получить дворянские привилегии, однако к 1917 году этот вопрос так и не был решен.
Куртатинское общество занимало ущелье реки Фиагдон (Куртатинское ущелье). На западе соседями куртатинцев были алагирцы, на юге — туальцы и тырсыгомцы, на востоке — тагаурцы. На северной равнине жили кабардинцы. Куртатинское общество было союзом нескольких гражданских общин, крупнейшими из которых были Куртатинская и Цимитинская. Высший орган управления — Ныхас Куртатинского общества — формировался из выборных представителей всех гражданских общин.
Тагаурское общество (Тагиата) занимало ущелья рек Гизельдона (Даргавская долина и Кобанское ущелье), Геналдона (Санибанское ущелье) и Терека (Дарьяльское ущелье). На западе тагаурцы граничили с куртатинцами, на юге — с Тырсыгомским обществом. Восточными соседями тагаурцев было ингушское общество лоамарой, а северными — кабардинцы. Тагаурское общество сложилось как политический союз крупной Тагаурской гражданской общины и нескольких небольших самостоятельных общин-селений. Социальная структура Тагаурского общества была сложной. Независимыми общинами были селения Ганал, Джимара, Южный Ламардон и Северный Ламардон. Ещё две такие общины жили в Каккадуре и Санибе — совместно с тагиатами. В Ганале, Южном Ламардоне и Санибе выделились «сильные» фамилии, которые владели собственными пастбищами и имели зависимых людей. Но по богатству и знатности они уступали тагиатам — высшему сословию Тагаурской общины.

### Общества центральной Осетии
Туальское общество (Туалгом, Двалетия). Туальцы расположились в центре Осетии, в окружении других осетинских обществ. На севере их соседями были алагирцы, куртатинцы и дигорцы, на востоке — тырсыгомцы, на юге — кударцы, дзауцы и урстуальцы. На границе между Алагирским и Туальским обществами берёт начало река Ардон, которая вытекает на равнину по Алагирскому ущелью. Ардон образуется из слияния четырёх рек — Нардон, Цмийагкомыдон, Мамисондон, Адайкомыдон. Ущелья и горные долины этих рек и их многочисленных притоков составляли территорию Туальского общества.
Нарцы возводили своё происхождение к легендарному княжичу Хетагу. Нарская Осетия дольше всех сохраняла свою независимость от Российской империи.
Урс-Туальское общество (Урс-Туалта) — занимало ущелья и высокогорные долины в верхнем течении Большой Лиахвы. Соседями урстуальцев были: на севере — туальцы, на северо-востоке — тырсыгомцы, на востоке — кудцы, на юго-востоке — ксанцы, на юго-западе — дзауцы.
Урс-Туальское общество было единой гражданской общиной. Его территория состояла из трех частей, принадлежавших изначально трем коленам потомков Ос-Багатара. Отличие урстуальцев от Алагирского общества состояло в том, что у них военную функцию представляло не колено Царазонта, а колено Агузата.
Тырсыгомское общество (Тырсыгом) — расположилось у южной подошвы Казбека, в нескольких ущельях верховьев Терека. Крупнейшее из них — ущелье Тырсыгом. Тырсыгом отличается холодным климатом и бедной природой. Терек часто меняет русло, местами делится на несколько потоков. Поэтому добраться из одного селения в другое можно было только верхом или на арбе — и то только в хорошую погоду. Зимой ущелье запиралось со всех сторон снегом, а большинство селений бывали отрезаны даже от ближайших соседей.
По землям тырсыгомцев проходила перевальная дорога — Дарьяльский путь с Северного Кавказа в Закавказье. Участие в перевозке грузов и торговле давало дополнительный доход. Однако жизнь в высокогорье не становилась от этого легче. Путешественники, побывавшие в Тырсыгомском обществе, отмечали суровый и мужественный облик его жителей.
Кудское общество было небольшой гражданской общиной, приютившейся у истоков Арагвы, под самым Крестовым перевалом. Соседями кудцев на севере были тырсыгомцы, на западе — урстуальцы, на юге — ксанцы. На востоке Кудское общество граничило с грузинскими землями. Селения кудцев были немногочисленны, главные из них — Куд, Ганис, Ерет, Фаллагкау, Дзуарикау.

### Южные общества
Кударское общество занимало ущелье реки Джоджоры (Стырдон) и Козскую долину в верховьях реки Кведрулы. На северо-востоке соседями кударцев были туальцы, на юге и юго-востоке — дзауцы, на западе и северо-западе — грузины-рачинцы.
Продолжительная зима с обильным снегом прерывала общение кударцев с остальной Осетией на шесть месяцев в году. Но высокогорные кударские долины отличались не только суровым климатом и малоземельем. Они славились выносливостью и трудолюбием своих жителей. В Кударском обществе было три десятка селений, в их числе Арасенда, Гулианта, Кобет, Стырмасыг, Лесор, Коз, Кадысар.
Дзауское общество располагалась в среднем течении Большой Лиахвы с центральным селением Дзау. Со временем вокруг этой гражданской общины объединились соседние общины, жившие в ущельях и долинах среднего течения Большой Лиахвы и её притоков, а также рек Квирилы и Проне. Среди этих соседей-союзников особое место принадлежало сильной и воинственной гражданской общине Чеселта, занимавшей хорошо укрепленное ущелье, по которому протекает река Чеселтдон. На севере Дзауское общество граничило с кударцами, туальцами и урстуальцами, на востоке — с ксанцами, на юго-западе и юге — с грузинами.
К большому Дзаускому обществу принадлежали многие десятки селений, в том числе Гуфта, Залда, Стырфаз, Ортеу, Джер, Гудис, Уанел, Тли, Сохта, Кола, Цон.
Ксанское общество. Территория Ксанского общества включала горные ущелья и предгорные долины рек Ксани, Лехуры, Меджуды и Малой Лиахвы. На севере соседями ксанцев были кудцы и урстуальцы, на западе — дзауцы, на юге и востоке — грузины, внутри общества были и грузинские сёла и армянское поселение.
Суровая природа северной высокогорной части Ксанского общества с продвижением к югу сменялась более мягким климатом плодородных долин. В Ксанском обществе было более сотни селений, в их числе Дзимыр, Баджин, Цурта, Алеу, Тбет, Закор, Ардис, Гром, Гнух, Зонкар.

## Географические карты
1. Карта Осетии в атласе Вахушти Багратиони[груз.] (1743)
2. Положение мест между Чёрным и Каспийским морями, включает Кубань, Грузинскую землю и устье реки Волги (1745)
3. Carte générale de la Georgie et de l'Arménie (1766)
4. Charte von Laender am Caucasus nach den besten vorhand Charten, Reisen und Astronomischen Ortsbestimmungen (1804)
5. Подробная карта Кавказскаго края (1838)

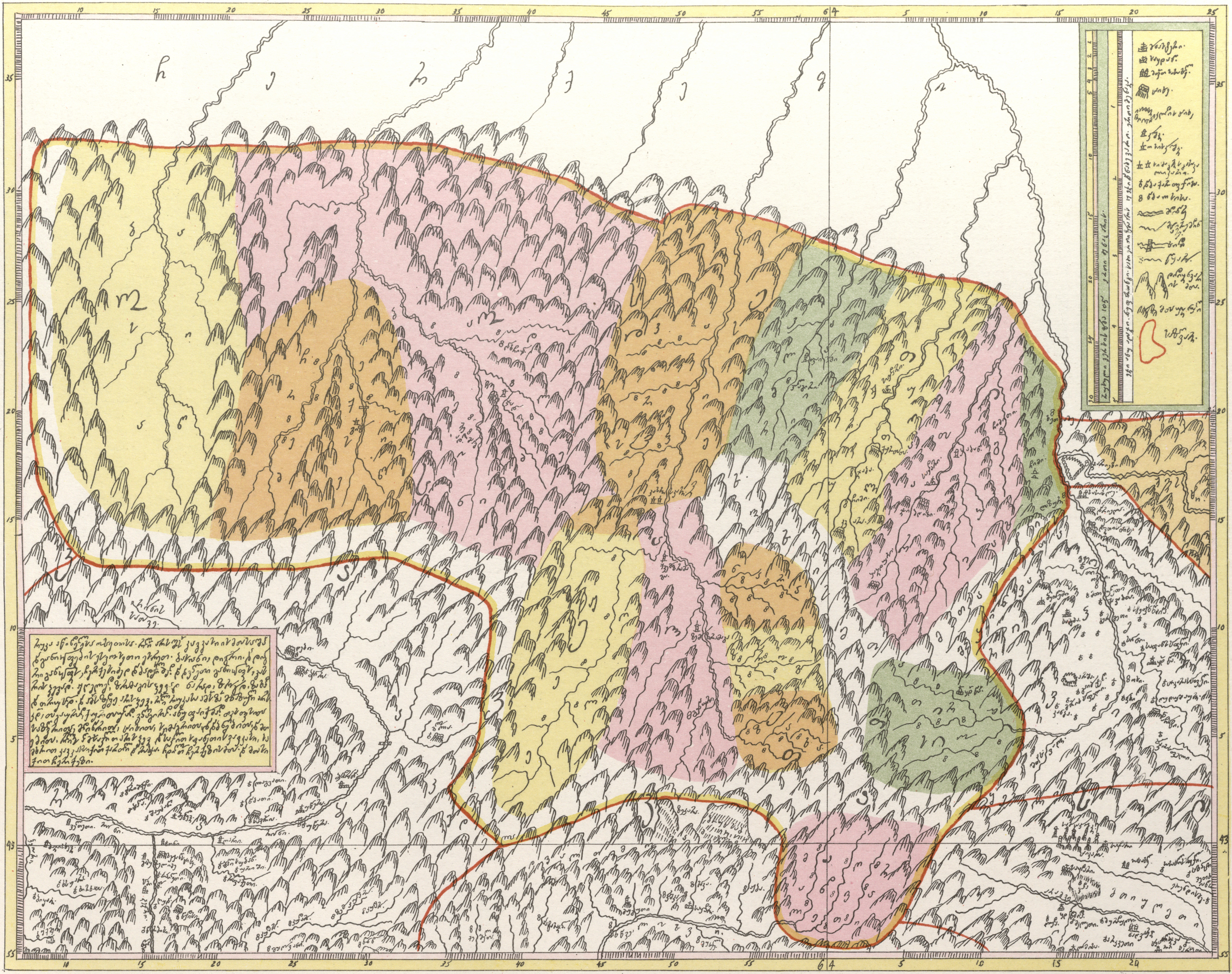
ოსეთი (OSETI)
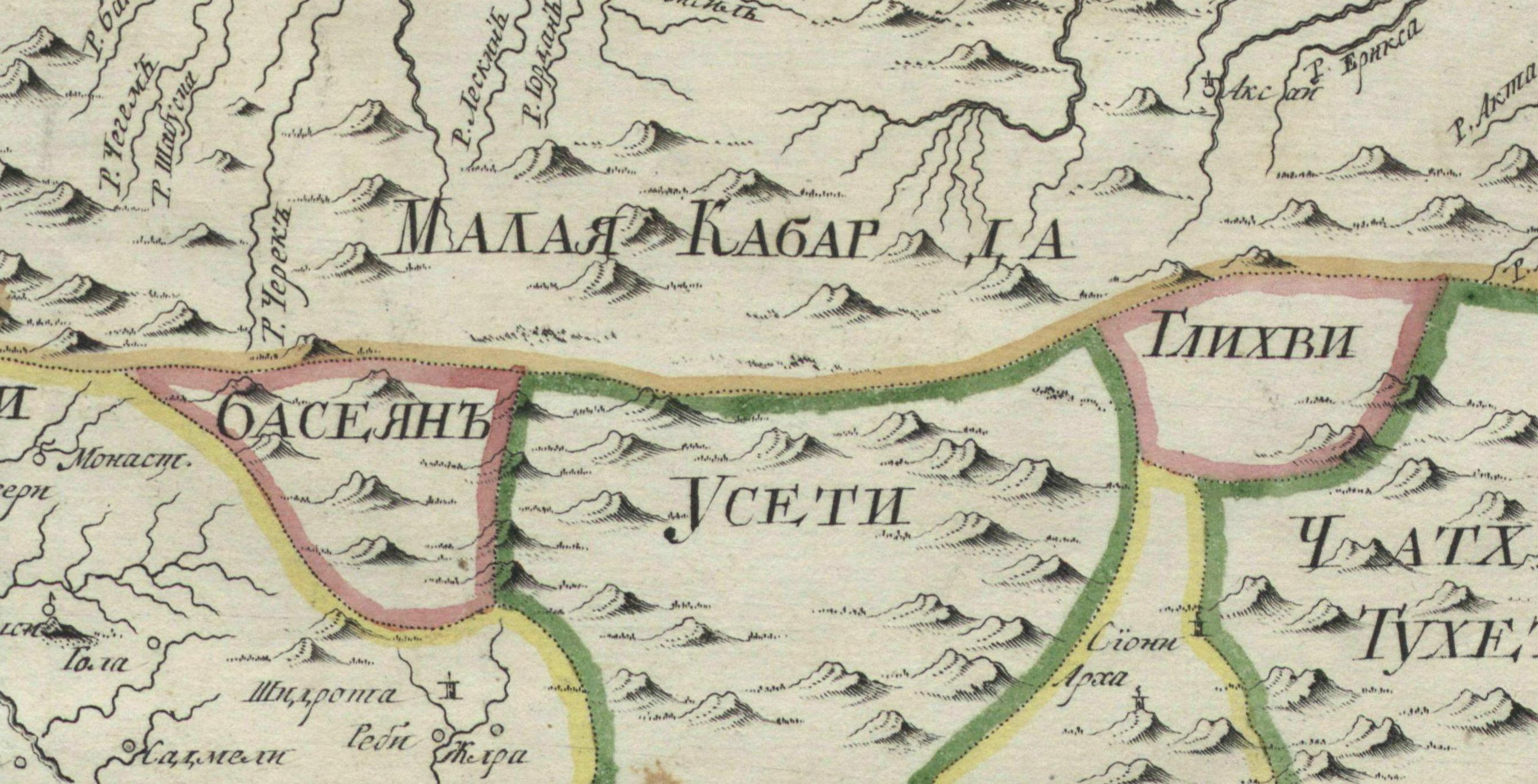
УСЕТИ
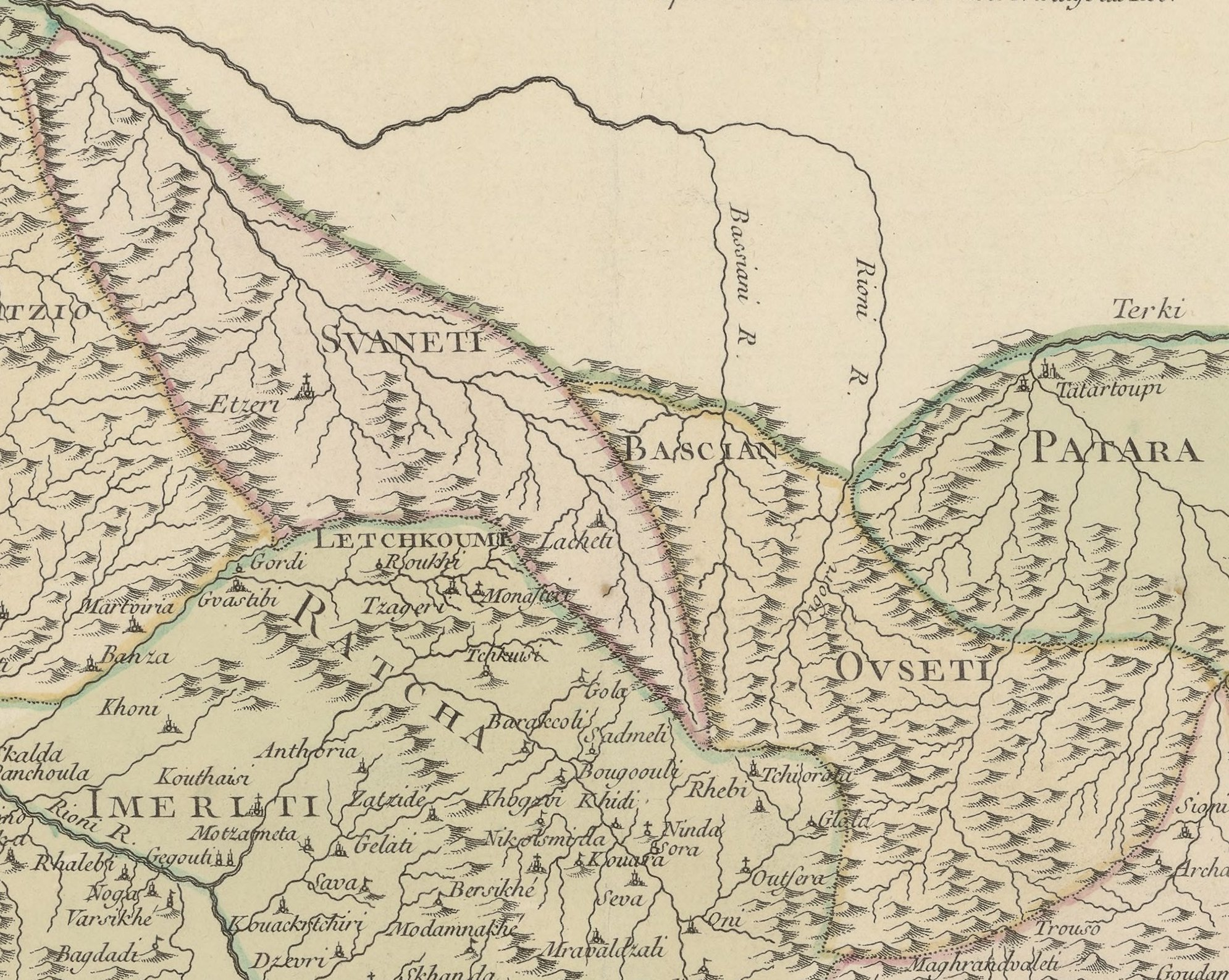
OVSETI
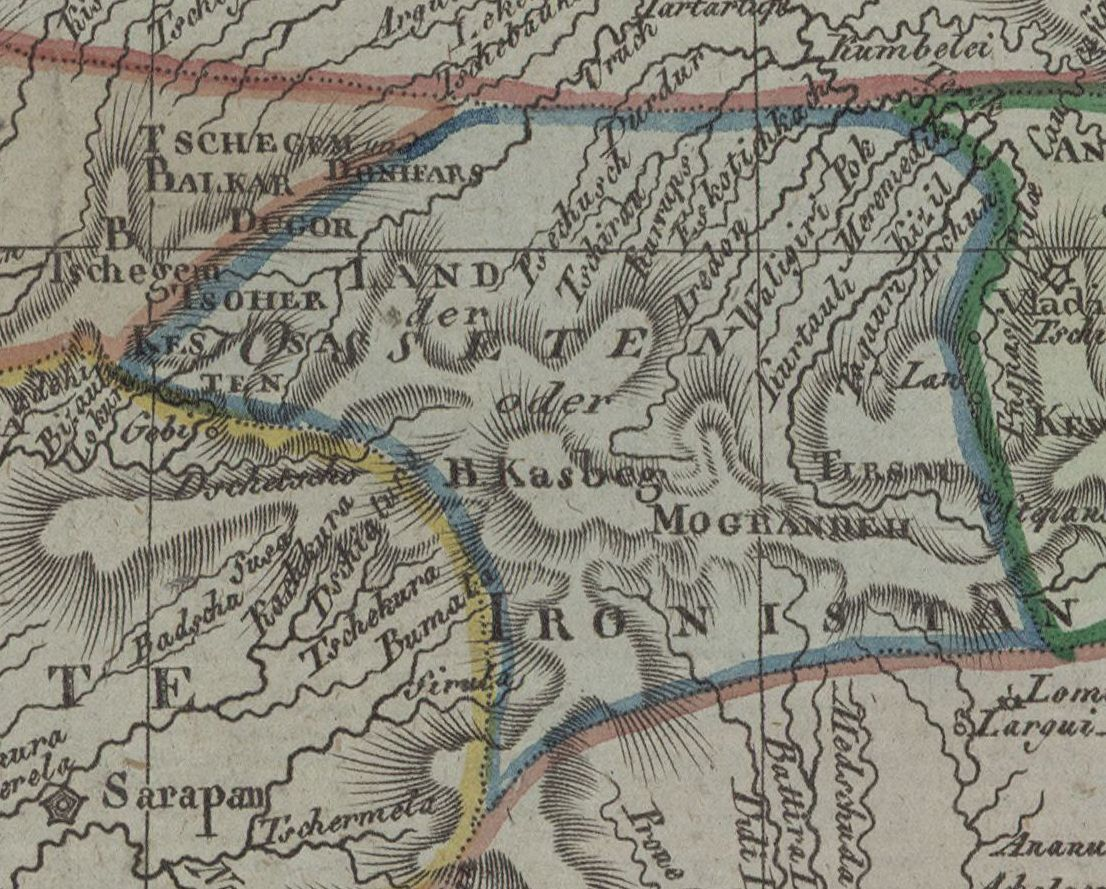
LAND der OSSETEN oder IRONISTAN
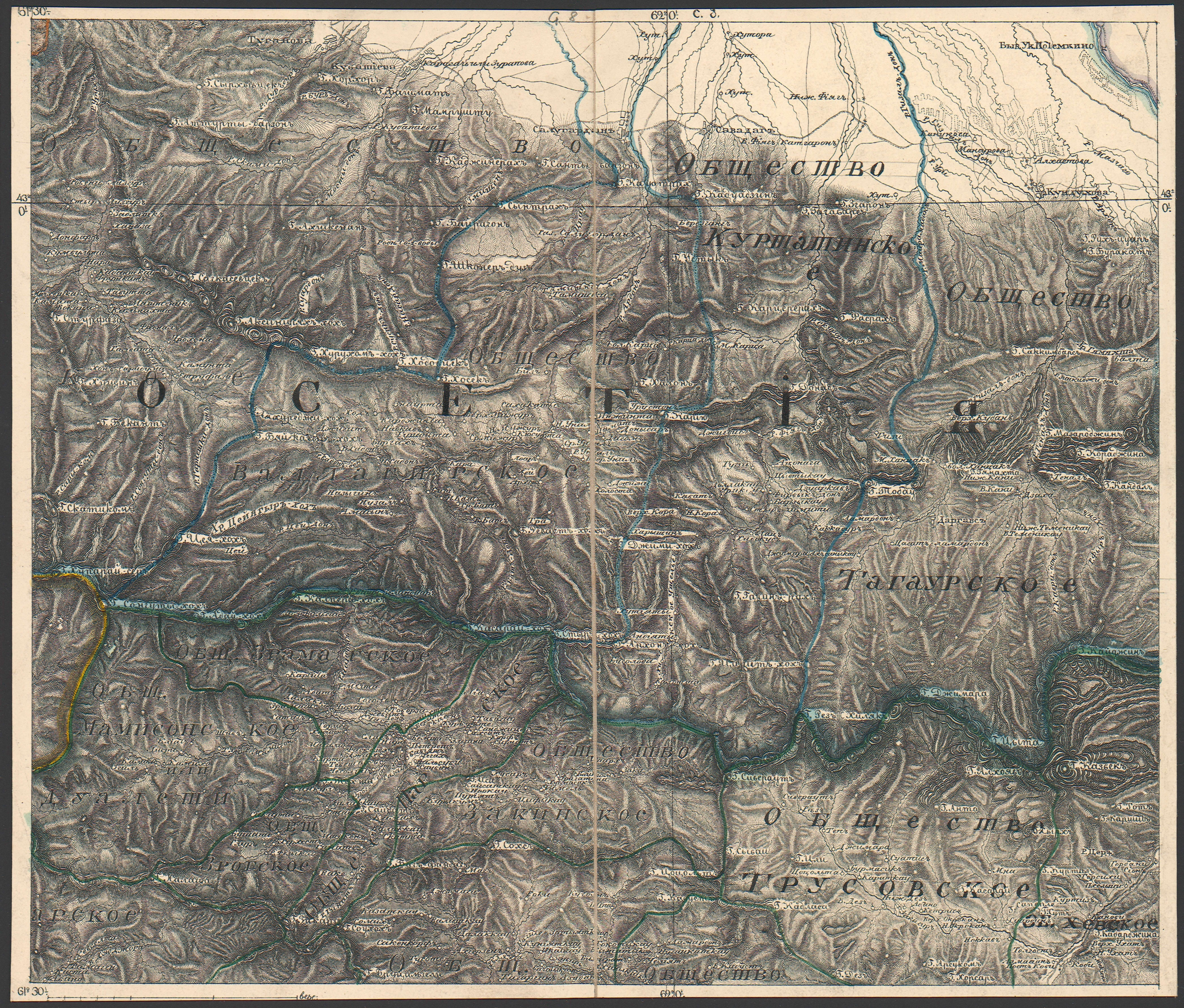
ОСЕТIЯ